# Marco Reus
Marco Reus (Dortmund, 31 de maig de 1989), és un futbolista alemany que juga com a migcampista ofensiu o extrem. El seu equip actual és el Los Angeles Galaxy. És conegut per la seva versatilitat, velocitat i tècnica.
Reus juga principalment com a atacant esquerre, però és capaç de jugar a la dreta també i pel mig, per la seva capacitat de controlar de prop la pilota amb els dos peus. El 2012 va ser la seva temporada més reeixida quan va marcar 18 gols i va fer 8 assistències, i va ajudar així el Borussia Mönchengladbach assegurar un lloc a la Lliga de Campions de la temporada següent. Reus va acordar un moviment al seu club d'origen Borussia Dortmund a la final d'aquella temporada. Reus porta el número 11 al Dortmund.

## Carrera esportiva

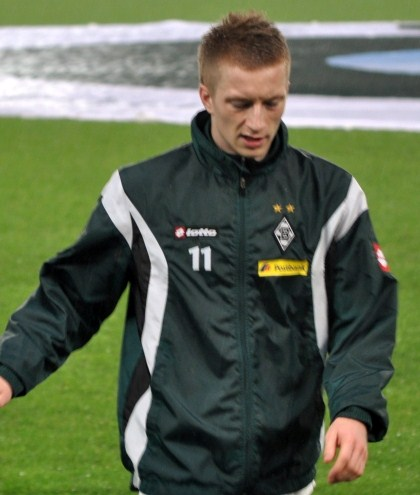
Marco Reus

Reus va començar a jugar al futbol SV Post Dortmund el 1995 i es va unir a les categories inferiors del Borussia Dortmund el 2003. La temporada 2008/09, amb 19 anys, va debutar com a jugador de futbol professional al Rot Weiss Ahlen, va jugar 27 partits i va marcar quatre gols.
El 25 de maig de 2009 va firmar un contracte de 4 anys amb el Borussia Mönchengladbach de la Bundesliga, equip en el qual ha esdevingut una de les grans promeses del futbol europeu. El 2012 va ser la seva temporada més reeixida quan, marcant 18 i assistir a 8, va ajudar al Borussia Mönchengladbach assegurar un lloc a la Lliga de Campions de la temporada següent. Reus va acordar un moviment al seu club d'origen Borussia Dortmund a la final d'aquesta temporada (2011/2012) per 18 milions d'euros.
En la seva arribada a Borussia, s'ha consagrat com una perla del futbol alemany i europeu. Tot i que no destaca com a golejador, Marco Reus acumula bons números, tant de gols com d'assistències.
Després d'una temporada increïble a títol individual, el 25 de maig de 2013, va jugar la final de la Champions League, la qual va perdre contra el Bayern de Múnic.
Marco Reus, és un jugador que es desenvolupa bé en diverses posicions. És reconegut per la seva velocitat, dribbling, control i chut. És un jugador complet que pot jugar d'extrem esquerre i dret, com volant darrere del davanter, i com a davanter .
Durant la temporada 2013/2014, amb espectaculars registres del futbolista, es va especular sobre la seva possible sortida del Borussia Dortmund cap al grans clubs d'Europa, com FC Barcelona, Manchester United FC, París Saint-Germain o el en aquell moment campió de la Lliga de Campions de la UEFA, el Reial Madrid. No obstant això, el jugador va assegurar que se sentia feliç al club alemany i que tenia intenció de romandre almenys una temporada més. El seu contracte amb el Borussia finalitza el 2017 .
El febrer de 2015 Reus va renovar el seu contracte amb el Borussia Dortmund fins al 2019, en un moment complicat pel club, que es trobava en aquell moment en posicions de descens.

## Selecció alemanya
Va iniciar la seva carrera internacional el 2009, quan va ser convocat a la selecció de futbol sub - 21 d'Alemanya. Va debutar el 14 de maig de 2011 al partit amistós davant la selecció de futbol de Malta. Al maig de 2012 va ser inclòs en els 23 convocats per Joachim Löw per disputar l'Eurocopa 2012 .
El 8 de maig de 2014 va ser inclòs pel seleccionador alemany Joachim Löw a la llista preliminar de 30 jugadors per la fase final del mundial de 2014. Posteriorment, el juny de 2014 fou ratificat com un dels 23 seleccionats per representar Alemanya a la Copa del Món de Futbol de 2014 al Brasil. Malgrat això, va haver de retirar-se a causa d'una lesió de turmell que va patir en un partit preparatori que Alemanya va guanyar 6–1 contra Armènia. El seleccionador alemany va convocar, en lloc seu, el defensa de la UC Sampdoria Shkodran Mustafi.

## Palmarès
Borussia Dortmund
- 2 Copes alemanyes: 2016-17, 2020-21.
- 3 Supercopes alemanyes: 2013, 2014, 2019.
- 1 MLS Conferència Oest: 2024
- 1 Copa MLS: 2024

### Distincions individuals
Futbolista alemany de l'any: 2012, 2019